# Stylogaster camrasi
Stylogaster camrasi är en tvåvingeart som beskrevs av Elisabeth K. Stuckenberg 1963. Stylogaster camrasi ingår i släktet Stylogaster och familjen stekelflugor.
Artens utbredningsområde är Madagaskar. Inga underarter finns listade i Catalogue of Life.